# Software educativo
El software educativo es una herramienta o programa informático que ayuda a integrar las diferentes áreas de gestión dentro de un centro educativo: el área de facturación, financiera, contable y administrativa, el área de comunicación y atención al cliente, la organización escolar del centro, los sistemas de calificación.
Es decir, se trata de un software ideado para unificar las diferentes áreas de gestión del centro para, de esta forma,  poder hacer una gestión más eficaz y coordinada de todos los departamentos necesarios para el buen funcionamiento del centro escolar al igual se utilizará para la computadora.

## Introducción
El software educativo tuvo su origen casi al mismo tiempo que la tecnología educativa. Durante los primeros años de la era de la computadora, el software se contemplaba como un añadido. La programación de computadoras era un «arte de andar por casa» para el que existían pocos métodos sistemáticos. El desarrollo del software se realizaba virtualmente sin ninguna planificación, hasta que los planes comenzaron a descalabrarse y los costes a correr. Los programadores trataban de hacer las cosas bien, y con un esfuerzo heroico, a menudo salían con éxito. El software se diseñaba a medida para cada aplicación y tenía una distribución relativamente pequeña.
La mayoría del software se desarrollaba y era utilizado por la misma persona u organización. La misma persona lo escribía, lo ejecutaba y, si fallaba, lo depuraba. Debido a este entorno personalizado del software, el diseño era un proceso implícito, realizado en la mente de alguien y, la documentación normalmente no existía.
La segunda era en la evolución de los sistemas de computadora se extienden desde la mitad de la década de los sesenta hasta finales de los setenta. La multiprogramación y los sistemas multiusuario introdujeron nuevos conceptos de interacción hombre-máquina. Las técnicas interactivas abrieron un nuevo mundo de aplicaciones y nuevos niveles de sofisticación del hardware y del software. Los sistemas de tiempo real podían recoger, analizar y transformar datos de múltiples fuentes, controlando así los procesos y produciendo salidas en milisegundos en lugar de minutos.
Los avances en los dispositivos de almacenamiento en línea condujeron a la primera generación de sistemas de gestión de bases de datos.
La segunda era se caracterizó también por el establecimiento del software como producto y la llegada de las «casas del software». Los patronos de la industria, del gobierno y de la universidad se aprestaban a desarrollar el mejor paquete de software y ganar así mucho dinero.
Conforme crecía el número de sistemas informáticos, comenzaron a extenderse las bibliotecas de software de computadora. Las casas desarrollaban proyectos en los que se producían programas de decenas de miles de sentencia fuente.
Todos esos programas, todas esas sentencias fuente tenían que ser corregidos cuando se detectaban fallos, modificados cuando cambiaban los requisitos de los usuarios o adaptados a nuevos dispositivos hardware que se hubieran adquirido. Estas actividades se llamaron colectivamente mantenimiento del software.
La tercera era en la evolución de los sistemas de computadora comenzó a mediados de los años setenta y continúo más allá de una década. El sistema distribuido, múltiples computadoras, cada una ejecutando funciones concurrentes y comunicándose con alguna otra, incrementó notablemente la complejidad de los sistemas informáticos. Las redes de área local y de área global, las comunicaciones digitales de alto ancho de banda y la creciente demanda de acceso "instantáneo" a los datos, supusieron una fuerte presión sobre los desarrolladores del software. La conclusión de la tercera era se caracterizó por la llegada y amplio uso de los microprocesadores. El microprocesador ha producido un extenso grupo de productos inteligentes, desde automóviles hasta hornos microondas, desde robots industriales a equipos de diagnósticos de suero sanguíneo.
La cuarta era de la evolución de los sistemas informáticos se aleja de las computadoras individuales y de los programas de computadoras, dirigiéndose al impacto colectivo de las computadoras y del software. Potentes máquinas personales controladas por sistemas operativos sofisticados, en redes globales y locales, acompañadas por aplicaciones de software avanzadas que se han convertido en la norma.
Al igual que el hardware evoluciona, también evoluciona la concepción del software tanto básico como aplicado y por supuesto surge el software educativo. Los primeros usos fueron para desempeñar las mismas y más tradicionales tareas del profesor: explicar unos contenidos, formular preguntas sobre los mismos y comprobar los resultados; el interés de estas aplicaciones surgía ante la posibilidad de una instrucción individualizada, fundamentalmente de tipo tutorial.
Cada vez más centros educativos se deciden a implantar un software de gestión. Si todavía no tienes claro cuáles son las ventajas de usar un programa de gestión escolar en tu centro, en esta página te explicamos bien qué es un software educativo, qué módulos o funcionalidades tiene y cómo puede ayudar a mejorar la gestión diaria de un centro de educativo, que al contrario de lo que puedan pensar muchos, es ciertamente especial.
Aunque muchos de sus procesos sean muy similares a los de cualquier empresa, existen características especiales en su gestión que deben reflejarse en el software de gestión seleccionado.

## Área de gestión administrativa y facturación
Un software de este tipo te puede permitir configurar un calendario de pagos periódicos (mensual, trimestral, anual, etc.), mantener un control total sobre los recibos pendientes, tener acceso a informes de gestión, gestionar la tesorería del centro, etc.
Área de gestión académica: Este tipo de soluciones ofrecen funciones como un generador de horarios, de boletines de calificaciones, posibilidad de gestionar la documentación oficial exigidas por los gobiernos autonómicos o incluso gestionar las actividades extraescolares. Los profesores, por ejemplo, pueden introducir notas, crear y evaluar parciales, crear entradas en el tablón de la clase, llevar un control exhaustivo de las asistencias e incidencias de clase, gestionar las tutorías y hacer un seguimiento académico por alumno y por materias. Los padres de los alumnos pueden hacer un seguimiento del alumno consultando las fechas de los parciales y las calificaciones, comprobar la asistencia y las incidencias de clase, solicitar tutorías, consultar los horarios de clase, etc.
Área de Comunicaciones: En el área de comunicación un software educativo permite tener una comunicación fluida y eficaz entre todas las partes. Puede además, crear envíos con distintos remitentes cumpliendo con la ley de protección de datos. Estos envíos pueden ser, por ejemplo, a través de correos electrónicos o SMS.

## Conceptualización
- Software es un término que hace referencia a un programa avanzado. Estas herramientas tecnológicas disponen de distintas aplicaciones que posibilitan la ejecución de una variada gama de tareas en un ordenador

- Educativo, por su parte, es aquello vinculado a la educación (la instrucción, formación o enseñanza que se imparte a partir de estas definiciones).

Esto quiere decir que el Software educativo, es una herramienta pedagógica o de enseñanza que, por sus características, es aquello vinculado a la educación.
En esta obra se utilizarán las expresiones software educativo, programas educativos y programas didácticos como sinónimos para designar genéricamente los programas para ordenador creados con la finalidad específica de ser utilizados como medio didáctico, es decir, para facilitar los procesos de enseñanza y de aprendizaje.
Esta definición engloba todos los programas que han estado elaborados con fin didáctico, desde los tradicionales programas basados en los modelos conductistas de la enseñanza, los programas de Enseñanza Asistida por Ordenador (EAO), hasta los aun programas experimentales de Enseñanza Inteligente Asistida por Ordenador (EIAO), que, utilizando técnicas propias del campo de los Sistemas Expertos y de la Inteligencia Artificial en general, pretenden imitar la labor tutorial personalizada que realizan los profesores y presentan modelos de representación del conocimiento en consonancia con los procesos cognitivos que desarrollan los alumnos.
No obstante según esta definición, más basada en un criterio de finalidad que de funcionalidad, se excluyen del software educativo todos los programas de uso general en el mundo empresarial que también se utilizan en los centros educativos con funciones didácticas o instrumentales como por ejemplo: procesadores de textos, gestores de bases de datos, hojas de cálculo, editores gráficos... Estos programas, aunque puedan desarrollar una función didáctica, no han estado elaborados específicamente con esta finalidad. 

### Características esenciales de los programas educativos
Los programas educativos pueden tratar diferentes materias (matemáticas, idiomas, geografía, dibujo...), de formas muy diversas (a partir de cuestionarios, facilitando una información estructurada a los alumnos, mediante la simulación de fenómenos...) y ofrecer un entorno de trabajo más o menos sensible a las circunstancias de los alumnos y más o menos rico en posibilidades de interacción; pero todos comparten cinco características esenciales:
- Son materiales elaborados con una finalidad didáctica, como se desprende de la definición.
- Utilizan el ordenador como soporte en el que los alumnos realizan las actividades que ellos proponen.
- Son interactivos, contestan inmediatamente las acciones de los estudiantes y permiten un diálogo y un intercambio de informaciones entre el ordenador y los estudiantes.
- Individualizan el trabajo de los estudiantes, ya que se adaptan al ritmo de trabajo cada uno y pueden adaptar sus actividades según las actuaciones de los alumnos.
- Son fáciles de usar. Los conocimientos informáticos necesarios para utilizar la mayoría de estos programas son similares a los conocimientos de electrónica necesarios para usar un vídeo, es decir, son mínimos, aunque cada programa tiene unas reglas de funcionamiento que es necesario conocer.

## Tipos y clasificación de Software Educativo
Así como existen diferencias entre las filosofías pedagógicas, también se encuentra una amplia gama de enfoques para la creación de software educativos diferentes tipos de interacción que se origina entre los actores de los procesos de enseñanza y aprendizaje: enseñante, aprendiente, conocimiento, computadora.
Los programas educativos a pesar de tener unos rasgos esenciales básicos y una estructura general común se presentan con unas características muy diversas: unos aparentan ser un laboratorio o una biblioteca, otros se limitan a ofrecer una función instrumental del tipo máquina de escribir o calculadora, otros se presentan como un juego o como un libro, bastantes tienen vocación de examen, unos pocos se creen expertos... y, por si no fuera bastante, la mayoría participan en mayor o menor medida de algunas de estas peculiaridades. Para poner orden a esta disparidad, se han elaborado múltiples tipologías que clasifican los programas didácticos a partir de diferentes criterios.
Uno de estos criterios se basa en la consideración del tratamiento de los errores que cometen los estudiantes, distinguiendo:
- Programas tutoriales directivos, que hacen preguntas a los estudiantes y controlan en todo momento su actividad. El ordenador adopta el papel de juez poseedor de la verdad y examina al alumno. Se producen errores cuando la respuesta del alumno está en desacuerdo con la que el ordenador tiene como correcta. En los programas más tradicionales el error lleva implícita la noción de fracaso.
- Programas no directivos, en los que el ordenador adopta el papel de un laboratorio o instrumento a disposición de la iniciativa de un alumno que pregunta y tiene una libertad de acción sólo limitada por las normas del programa. El ordenador no juzga las acciones del alumno, se limita a procesar los datos que este introduce y a mostrar las consecuencias de sus acciones sobre un entorno. Objetivamente no se producen errores, sólo desacuerdos entre los efectos esperados por el alumno y los efectos reales de sus acciones sobre el entorno. No está implícita la noción de fracaso. El error es sencillamente una hipótesis de trabajo que no se ha verificado y que se debe sustituir por otra. En general, siguen un modelo pedagógico de inspiración cognitivista, potencian el aprendizaje a través de la exploración, favorecen la reflexión y el pensamiento crítico y propician la utilización del método científico.

Otra clasificación interesante de los programas atiende a la posibilidad de modificar los contenidos del programa y distingue entre programas cerrados (que no pueden modificarse) y programas abiertos, que proporcionan un esqueleto, una estructura, sobre la cual los alumnos y los profesores pueden añadir el contenido que les interese. De esta manera se facilita su adecuación a los diversos contextos educativos y permite un mejor tratamiento de la diversidad de los estudiantes.
No obstante, de todas las clasificaciones la que posiblemente proporciona categorías más claras y útiles a los profesores es la que tiene en cuenta el grado de control del programa sobre la actividad de los alumnos y la estructura de su algoritmo, que es la que se presenta a continuación de los Software Educativos.

### Programas tutoriales
Son programas que en mayor o menor medida dirigen, tutorizan, el trabajo de los alumnos. Pretenden que, a partir de unas informaciones y mediante la realización de ciertas actividades previstas de antemano, los estudiantes pongan en juego determinadas capacidades y aprendan o refuercen unos conocimientos y/o habilidades. Cuando se limitan a proponer ejercicios de refuerzo sin proporcionar explicaciones conceptuales previas se denominan programas tutoriales de ejercitación, como es el caso de los programas de preguntas (drill&practice, test) y de los programas de adiestramiento psicomotor, que desarrollan la coordinación neuromotriz en actividades relacionadas con el dibujo, la escritura y otras habilidades psicomotrices.
En cualquier caso, son programas basados en los planteamientos conductistas de la enseñanza que comparan las respuestas de los alumnos con los patrones que tienen como correctos, guían los aprendizajes de los estudiantes y facilitan la realización de prácticas más o menos rutinarias y su evaluación; en algunos casos una evaluación negativa genera una nueva serie de ejercicios de repaso. A partir de la estructura de su algoritmo, se distinguen cuatro categorías:
- Programas lineales, que presentan al alumno una secuencia de información y/o ejercicios (siempre la misma o determinada aleatoriamente) con independencia de la corrección o incorrección de sus respuestas. Herederos de la enseñanza programada, transforman el ordenador en una máquina de enseñar transmisora de conocimientos y adiestradora de habilidades. No obstante, su interactividad resulta pobre y el programa se hace largo de recorrer.
- Programas ramificados, basados inicialmente también en modelos conductistas, siguen recorridos pedagógicos diferentes según el juicio que hace el ordenador sobre la corrección de las respuestas de los alumnos o según su decisión de profundizar más en ciertos temas. Ofrecen mayor interacción, más opciones, pero la organización de la materia suele estar menos compartimentada que en los programas lineales y exigen un esfuerzo más grande al alumno. Pertenecen a este grupo los programas multinivel, que estructuran los contenidos en niveles de dificultad y previenen diversos caminos, y los programas ramificados con dientes de sierra, que establecen una diferenciación entre los conceptos y las preguntas de profundización, que son opcionales.
- Entornos tutoriales. En general están inspirados en modelos pedagógicos cognitivistas, y proporcionan a los alumnos una serie de herramientas de búsqueda y de proceso de la información que pueden utilizar libremente para construir la respuesta a las preguntas del programa. Este es el caso de los entornos de resolución de problemas, "problema solvens", donde los estudiantes conocen parcialmente las informaciones necesarias para su resolución y han de buscar la información que falta y aplicar reglas, leyes y operaciones para encontrar la solución. En algunos casos, el programa no sólo comprueba la corrección del resultado, sino que también tiene en cuenta la idoneidad del camino que se ha seguido en la resolución. Sin llegar a estos niveles de análisis de las respuestas, podemos citar como ejemplo de entorno de resolución de problemas el programa MICROLAB DE ELECTRÓNICA.
- Sistemas tutoriales expertos, como los Sistemas Tutores Inteligentes (Inteligente Tuto ring Sistemas), que, elaborados con las técnicas de la Inteligencia Artificial y teniendo en cuenta las teorías cognitivas sobre el aprendizaje, tienden a reproducir un diálogo auténtico entre el programa y el estudiante, y pretenden comportarse como lo haría un tutor humano: guían a los alumnos paso a paso en su proceso de aprendizaje, analizan su estilo de aprender y sus errores y proporcionan en cada caso la explicación o ejercicio más convenientes.

### Bases de datos
Proporcionan unos datos organizados, en un entorno estático, según determinados criterios, y facilitan su exploración y consulta selectiva. Se pueden emplear en múltiples actividades como por ejemplo: seleccionar datos relevantes para resolver problemas, analizar y relacionar datos, extraer conclusiones, comprobar hipótesis... Las preguntas que acostumbran a realizar los alumnos son del tipo: ¿Qué características tiene este dato? ¿Qué datos hay con la característica X? ¿Qué datos hay con las características X e Y?
Las bases de datos pueden tener una estructura jerárquica (si existen unos elementos subordinantes de los que dependen otros subordinados, como los organigramas), relacional (si están organizadas mediante unas fichas o registros con una misma estructura y rango) o documental (si utiliza descriptores y su finalidad es almacenar grandes volúmenes de información documental: revistas, periódicos, etc). En cualquier caso, según la forma de acceder a la información se pueden distinguir dos tipos:
- Bases de datos convencionales. Tienen la información almacenada en ficheros, mapas o gráficos, que el usuario puede recorrer según su criterio para recopilar información..
- Bases de datos tipo sistema experto. Son bases de datos muy especializadas que recopilan toda la información existente de un tema concreto y además asesoran al usuario cuando accede buscando determinadas respuestas.

### Simuladores
Presentan un modelo o entorno dinámico (generalmente a través de gráficos o animaciones interactivas) y facilitan su exploración y modificación a los alumnos, que pueden realizar aprendizajes inductivos o deductivos mediante la observación y la manipulación de la estructura subyacente; de esta manera pueden descubrir los elementos del modelo, sus interrelaciones, y pueden tomar decisiones y adquirir experiencia directa delante de unas situaciones que frecuentemente resultarían difícilmente accesibles a la realidad (control de una central nuclear, contracción del tiempo, pilotaje de un avión...). También se pueden considerar simulaciones ciertos videojuegos que, al margen de otras consideraciones sobre los valores que incorporan (generalmente no muy positivos) facilitan el desarrollo de los reflejos, la percepción visual y la coordinación psicomotriz en general, además de estimular la capacidad de interpretación y de reacción ante un medio concreto.
En cualquier caso, posibilitan un aprendizaje significativo por descubrimiento y la investigación de los estudiantes/experimentadores puede realizarse en tiempo real o en tiempo acelerado, según el simulador, mediante preguntas del tipo: ¿Qué pasa al modelo si modifico el valor de la variable X? ¿Y si modifico el parámetro Y? Se pueden diferenciar dos tipos de simulador:
- Modelos físico-matemáticos: Presentan de manera numérica o gráfica una realidad que tiene unas leyes representadas por un sistema de ecuaciones deterministas. Se incluyen aquí los programas-laboratorio, algunos trazadores de funciones y los programas que mediante un convertidor analógico-digital captan datos analógicos de un fenómeno externo al ordenador y presentan en pantalla un modelo del fenómeno estudiado o informaciones y gráficos que van asociados. Estos programas a veces son utilizados por profesores delante de la clase a manera de pizarra electrónica, como demostración o para ilustrar un concepto, facilitando así la transmisión de información a los alumnos, que después podrán repasar el tema interactuando con el programa.
- Entornos sociales: Presentan una realidad regida por unas leyes no del todo deterministas. Se incluyen aquí los juegos de estrategia y de aventura, que exigen una estrategia cambiante a lo largo del tiempo.

### Programas herramienta
Son programas que proporcionan un entorno instrumental con el cual se facilita la realización de ciertos trabajos generales de tratamiento de la información: escribir, organizar, calcular, dibujar, transmitir, captar datos.... Aparte de los lenguajes de autor (que también se podrían incluir en el grupo de los programas constructores), los más utilizados son programas de uso general que provienen del mundo laboral y, por tanto, quedan fuera de la definición que se ha dado de software educativo. No obstante, se han elaborado algunas versiones de estos programas "para niños" que limitan sus posibilidades a cambio de una, no siempre clara, mayor facilidad de uso. De hecho, muchas de estas versiones resultan innecesarias, ya que el uso de estos programas cada vez resulta más sencillo y cuando los estudiantes necesitan utilizarlos o su uso les resulta funcional aprenden a manejarlos sin dificultad.Los programas más utilizados de este grupo son:
- Procesadores de textos. Son programas que, con la ayuda de una impresora, convierten el ordenador en una fabulosa máquina de escribir. En el ámbito educativo debe hacerse una introducción gradual que puede empezar a lo largo de la Enseñanza Primaria, y ha de permitir a los alumnos familiarizarse con el teclado y con el ordenador en general, y sustituir parcialmente la libreta de redacciones por un disco (donde almacenarán sus trabajos). Al escribir con los procesadores de textos los estudiantes pueden concentrarse en el contenido de las redacciones y demás trabajos que tengan encomendados despreocupándose por la caligrafía. Además el corrector ortográfico que suelen incorporar les ayudará a revisar posibles faltas de ortografía antes de entregar el trabajo. Además de este empleo instrumental, los procesadores de textos permiten realizar múltiples actividades didácticas, por ejemplo:
  - Ordenar párrafos, versos, estrofas.
  - Insertar frases y completar textos.
  - Separar dos poemas...
- Gestores de bases de datos. Sirven para generar potentes sistemas de archivo ya que permiten almacenar información de manera organizada y posteriormente recuperarla y modificarla. Entre las muchas actividades con valor educativo que se pueden realizar están las siguientes:
  - Revisar una base de datos ya construida para buscar determinadas informaciones y recuperarlas.
  - Recoger información, estructurarla y construir una nueva base de datos.
- Hojas de cálculo. Son programas que convierten el ordenador en una versátil y rápida calculadora programable, facilitando la realización de actividades que requieran efectuar muchos cálculos matemáticos. Entre las actividades didácticas que se pueden realizar con las hojas de cálculo están las siguientes:
  - Aplicar hojas de cálculo ya programadas a la resolución de problemas de diversas asignaturas, evitando así la realización de pesados cálculos y ahorrando un tiempo que se puede dedicar a analizar los resultados de los problemas.
  - Programar una nueva hoja de cálculo, lo que exigirá previamente adquirir un conocimiento preciso del modelo matemático que tiene que utilizar.
- Editores gráficos. Se emplean desde un punto de vista instrumental para realizar dibujos, portadas para los trabajos, murales, anuncios, etc. Además constituyen un recurso idóneo para desarrollar parte del currículum de Educación Artística: dibujo, composición artística, uso del color, etc.
- Programas de comunicaciones. Son programas que permiten que ordenadores lejanos (si disponen de módem) se comuniquen entre sí a través de las líneas telefónicas y puedan enviarse mensajes y gráficos, programas... Desde una perspectiva educativa estos sistemas abren un gran abanico de actividades posibles para los alumnos, por ejemplo:
  - Comunicarse con otros compañeros e intercambiarse informaciones.
  - Acceder a bases de datos lejanas para buscar determinadas informaciones.
- Programas de experimentación asistida. A través de variados instrumentos y convertidores analógico-digitales, recogen datos sobre el comportamiento de las variables que inciden en determinados fenómenos. Posteriormente con estas informaciones se podrán construir tablas y elaborar representaciones gráficas que representen relaciones significativas entre las variables estudiadas.
- Lenguajes y sistemas de autor. Son programas que facilitan la elaboración de programas tutoriales a los profesores que no disponen de grandes conocimientos informáticos. Utilizan unas pocas instrucciones básicas que se pueden aprender en pocas sesiones. Algunos incluso permiten controlar vídeos y dan facilidades para crear gráficos y efectos musicales, de manera que pueden generar aplicaciones multimedia. Algunos de los más utilizados en entornos PC han sido: PILOT, PRIVATE TUTOR, TOP CLASS, LINK WAY, QUESTION MARK...

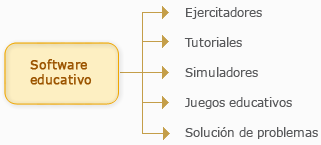

## Funciones delsoftwareeducativo

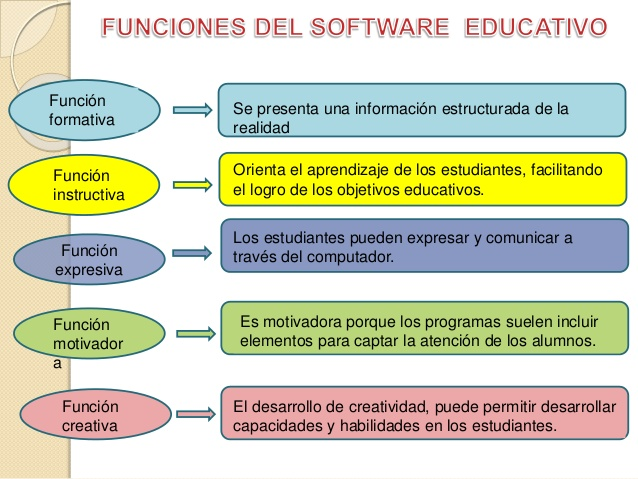

- [Función informativa.] La mayoría de los programas a través de sus actividades presentan unos contenidos que proporcionan una información estructurada de la realidad a los estudiantes. Como todos los medios didácticos, estos materiales representan la realidad y la ordenan.

Los programas tutoriales, los simuladores y, especialmente, las bases de datos, son los programas que realizan más marcadamente una función informativa.
- [Función instructiva.] Todos los programas educativos orientan y regulan el aprendizaje de los estudiantes ya que, explícita o implícitamente, promueven determinadas actuaciones de los mismos encaminadas a facilitar el logro de unos objetivos educativos específicos. Además condicionan el tipo de aprendizaje que se realiza pues, por ejemplo, pueden disponer un tratamiento global de la información (propio de los medios audiovisuales) o a un tratamiento secuencial (propio de los textos escritos).

- Función motivadora. Generalmente los estudiantes se sienten atraídos e interesados por todo el software educativo, ya que los programas suelen incluir elementos para captar la atención de los alumnos, mantener su interés y, cuando sea necesario, focalizarlo hacia los aspectos más importantes de las actividades.

Por lo tanto la función motivadora es una de las más características de este tipo de materiales didácticos, y resulta extremadamente útil para los profesores.
- Función evaluadora. La interactividad propia de estos materiales, que les permite responder inmediatamente a las respuestas y acciones de los estudiantes, les hace especialmente adecuado para evaluar el trabajo que se va realizando con ellos. Esta evaluación puede ser de dos tipos:

- Implícita: cuando el estudiante detecta sus errores, se evalúa, a partir de las respuestas que le da el ordenador
- Explícita: cuando el programa presenta informes valorando la actuación del alumno. Este tipo de evaluación sólo la realizan los programas que disponen de módulos específicos de evaluación.

- Función investigadora. Los programas no directivos, especialmente las bases de datos, simuladores y programas constructores, ofrecen a los estudiantes interesantes entornos donde investigar: buscar determinadas informaciones, cambiar los valores de las variables de un sistema, etc.

Además, tanto estos programas como los programas herramienta, pueden proporcionar a los profesores y estudiantes instrumentos de gran utilidad para el desarrollo de trabajos de investigación que se realicen básicamente al margen de los ordenadores.
- Función expresiva. Dado que los ordenadores son unas máquinas capaces de procesar los símbolos mediante los cuales las personas representamos nuestros conocimientos y nos comunicamos, sus posibilidades como instrumento expresivo son muy amplias.

Desde el ámbito de la informática que estamos tratando, el software educativo, los estudiantes se expresan y se comunican con el ordenador y con otros compañeros a través de las actividades de los programas y, especialmente, cuando utilizan lenguajes de programación, procesadores de textos, editores de gráficos, etc.
- Función metalingüística. Mediante el uso de los sistemas operativos (MS/DOS, WINDOWS) y los lenguajes de programación  (BASIC, LOGO...) los estudiantes pueden aprender los lenguajes propios de la informática.

- Función lúdica. Trabajar con los ordenadores realizando actividades educativas es una labor que a menudo tiene unas connotaciones lúdicas y festivas para los estudiantes.

Además, algunos programas refuerzan su atractivo mediante la inclusión de determinados elementos lúdicos, con lo que potencian aún más esta función.
- Función innovadora. Aunque no siempre sus planteamientos pedagógicos resulten innovadores, los programas educativos se pueden considerar materiales didácticos con esta función ya que utilizan una tecnología recientemente incorporada a los centros educativos y, en general, suelen permitir muy diversas formas de uso. Esta versatilidad abre amplias posibilidades de experimentación didáctica e innovación educativa en el aula.

## Importancia de utilizar unsoftwareeducativo
- Tiene mucha importancia porque facilita el desarrollo de las actividades puestas por el docente hacia el estudiante así como los recursos para desarrollar dicha actividad.
- El software educativo es muy importante en la educación a distancia. Estas herramientas tecnológicas permiten simular las condiciones que existen en un aula o un salón de clase. Así el estudiante puede “ingresar” a un salón virtual, interactuar con el docente a través de videoconferencias, chat o correo electrónico, completar evaluaciones, etc.

Este tipo de software ofrece mucha más actividades a realizar en el diario vivir de los estudiantes (trabajos independientes) por otro lado el carácter interactivo de cada estudiante permite el desarrollo de actividades intelectuales de interpretación, observación y pensamiento crítico en lo desarrollado.

## Ventajas y desventajas de los software educativos

### Ventajas
Apoya a los estudiantes 
Enseña de una forma práctica y sencilla

### Desventajas
- Gran parte de los usuarios o alumnos, no cuentan con la tecnología necesaria para usar este tipo de herramientas.
- Requieren de un navegador y la conexión a Internet.
- En ocasiones, sobre todo en comunidades rurales, el internet es de muy baja calidad, lo que impide el uso adecuado de ciertos programas educativos.
- No hay un control o supervisión de calidad de los contenidos
- Debido a la facilidad de búsqueda de información a través de este medio, los alumnos pueden utilizarlos como recurso único y dejar de consultar otras fuentes.
- Algunos elementos multimedia utilizados para captar la atención también pueden resultar distractores para el estudiante.
- Rigidez en los diálogos.
- La herramienta wiki permite que personas inescrupulosas cambien información valiosa por información inapropiada
- El uso excesivo del ordenador y demás recursos tecnológicos.
- Darle un doble uso al acceso de Internet.
- Algunos de los elementos utilizados para captar la atención de los alumnos también pueden funcionar como distractores.

## Entornos virtuales de aprendizaje
Un entorno virtual de aprendizaje es un software con accesos restringidos, concebido y diseñado para que las personas que acceden a él desarrollen procesos de incorporación de habilidades y saberes.
Los EVA son sitios que generalmente están protegidos por contraseñas, que utilizan los servicios de la web 2.0; estos se adaptan a las necesidades de los usuarios según el rol de este (administrador, profesor, tutor y estudiante), permiten la interacción entre profesor y estudiante y presentan actividades que pueden realizarse en determinado curso; así como la evaluación de dicha actividad.

### Aula virtual
Consta de una plataforma o software dentro del entorno virtual de aprendizaje, a través de la cual el ordenador permite dictar las actividades de clase, de igual forma permitiendo el desarrollo de las tareas de enseñanza y aprendizaje habituales. Como afirma Turoff (1995) una «clase virtual es un método de enseñanza y aprendizaje inserto en un sistema de comunicación mediante el ordenador». A través de ese entorno el alumno puede acceder y desarrollar una serie de acciones que son las propias de un proceso de enseñanza presencial tales como conversar, leer documentos, realizar ejercicios, formular preguntas al docente, trabajar en equipo, etc. Todo ello de forma simulada sin que nadie utilice una interacción física entre docentes y alumnos.

## Conclusión
En los últimos años se pone mucho en tela de juicio el papel de la tecnología en la sociedad, se critica que los humanos nos volvemos dependientes de ella y en cierta forma adictos. Se nos olvida que es nuestra obligación utilizar la ciencia y la tecnología para nuestro bienestar, sin alterar el orden natural de las relaciones sociales. La tecnología computacional tienen una rama que trata de crear programas cargados de información realmente educativa, a estos programas se les llama software educativos. Los software educativos como su nombre lo dice, son todos aquellos que fueron creados para ser usados dentro de la acción educativa, volviéndola así más entretenida y acorde a las necesidades del siglo XXI.
Existen una infinidad de software educativos, todos con una temática, finalidad, población a la que va dirigida, técnica, y otros elementos muy diferentes.
Como docentes podemos hacer uso de estos programas, aplicarlos en matemáticas, ciencias naturales, exploración del medio, formación cívica y ética, español, artes, etc.
A veces los maestros tienen la necesidad de aplicar dinámicas de activación, socialización, o juegos de entretenimiento, por lo que existen también software configurados para cumplir con la función lúdica, donde los niños no solo se divierten, si no que aprenden sin estar conscientes de ella.